# Le Beau livre
Le Beau livre  est une collection éditée chez Ferenczi à partir de 1932.

## Liste des titres
- 1 Prisons et Paradis par Colette, 1932
- 2 Celui du Bois Jacqueline par Gaston Chérau, 1932
- 3 Siegfried et le Limousin par Jean Giraudoux, 1932
- 4 La Bourrine par Marc Elder, 1932
- 5 Colline par Jean Giono, 1932
- 6 Flore par Jean Rameau, 1932
- 7 L’Enfant aux yeux de chat par André Lichtenberger, 1932
- 8 Les Égarements de Blandine par Francis de Miomandre, 1932
- 9 Jeux d'artifices par Rachilde, 1932